# 니콜라 루프라니
니콜라 루프라니(Nicolas Loufrani, 1971년 12월 17일 ~ )는 100개 이상의 국가에서 스마일리(Smiley) 얼굴 모양과 이름에 대한 상표권과 저작권을 소유한 스마일리社(Smiley Company)의 CEO이며, 프랑스 뇌이쉬르센 출생이다.

## 니콜라 루프라니
루프라니와 그의 아버지인 프랑스인 저널리스트 프랑클랭 루프라니(Franklin Loufrani)는 1996년 런던에서 스마일리 라이선싱 회사를 시작하여, 프랭클린 루프라니가 1971년 이후 스마일리 로고에 대해 보유했던 기존의 모든 상표권을 회수했다.

## 스마일리 브랜드의 성장

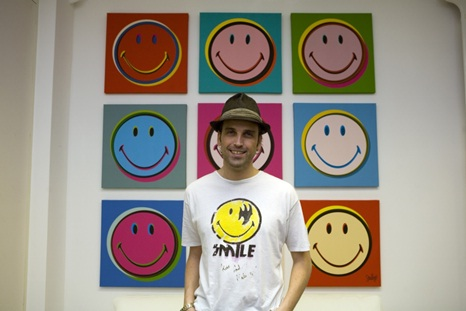
니콜라 루프라니

루프라니는 더 나아가 이 브랜드 명칭을 등록했고 라벨, 포장, 카탈로그 및 유사 물품에 대한 새로운 브랜드 정체성을 창조하여 로고와 명칭은 더욱 밀접하게 연상되기 시작했다. 또한 광범위한 브랜드 전략을 통해 전 세계적으로 이를 제시하며 모든 라이선싱 파트너에 대한 지원을 제공했다. 이는 스마일리 로고를 나이키 부메랑이나 라코스테 악어와 같은 상징적인 로고와 같은 수준으로 만들기 위함이었다.

## 그래픽 이모티콘
1997년 루프라니는 모바일 기술 내에서 문자형식의 ascii 이모티콘 사용의 성장을 인식하여 디지털에서 대화형에 보다 효과적으로 사용될 수 있는 생생한 스마일리 얼굴모양을 실험하기 시작했는데, 단순한 구두점으로 구성되는 기존 문자형식의 ascii 이모티콘에 대응하는 화려한 아이콘을 만들고자 했다. 이를 통해 루프라니는 온라인 이모티콘 사전을 편찬하여 이모티콘을 클래식, 기분 표현, 깃발, 축하, 재미, 스포츠, 날씨, 동물, 음식, 국가, 직업, 행성, 별자리, 아기 등 범주를 구분하여 분류하였으며, 이러한 디자인은 1997년 미국저작권협회(The United States Copyright Office)에 처음 등록되었고, 이후 1998년에는 이 아이콘들이 웹 상에 .gif 파일로 게시되어, 처음으로 기술에 사용된 그래픽 이모티콘이 되었다.
2000년에는 사용자들이 smileydictionary.com을 통해 인터넷에서 루프라니가 만든 이모티콘 사전을 휴대폰으로 다운로드할 수 있게 되었으며, 여기에는 1,000개 이상의 스마일리 그래픽 이모티콘과 그 ascii 버전이 컴파일되어있었다. 이와 동일한 사전은 이후 2002년에 마라부(Marabout) 출판사의 디코 스마일리(Dico Smileys)라는 책으로 출판되었다.
2001년 스마일리 기업인 스마일리사(스마일리社, Smiley Company)는 루프라니의 그래픽 이모티콘을 노키아, 모토로라, 삼성, SFR(보다폰), 스카이 텔레미디어와 같은 여러 통신기업에서 휴대폰 이모티콘으로 다운받아 사용할 수 있도록 하는 권리를 라이선스하기 시작했다.

## 월마트 분쟁
2001년 스마일리社는 미국에서 해당 그림 브랜드 원본에 대한 권리를 소유하고 있다고 주장한 슈퍼마켓 브랜드 월마트와 긴 법적 분쟁에 들어갔다. 이 분쟁에서 루프라니가 창작한 아이콘이나 스마일리 브랜드명칭에 대한 권리에 대한 의견 차이는 없었다. 이 사건은 결국 2010년 시카고 연방법정에서 비공개 조건을 원칙으로 양당사자간에 해결되었다.
이 기업의 이전 저작물과 법정 소송을 통해 형성된 관심이 복합되어 스마일리 로고의 인지도는 더욱 높아졌고 라이선스를 통해 새로운 파트너사들은 의류, 향수, 플러시 천, 문구류와 같은 제품에 브랜드를 사용하고 판촉 캠페인을 진행했다.

## 스마일리월드 협회
2005년 루프라니家는 스마일리월드 협회 (SmileyWorld Association, SWA)라는 자선단체를 설립했다. 이후 루프라니는 옷감에 공정무역을 통해 조달한 유기농 면을 사용하고 기업 이윤의 일부가 스마일리월드 협회로 돌아가도록 하는 방식으로 윤리적 제품을 상품화하기로 결정했다.

## 파트너쉽과 컨셉스토어
루프라니가 타미힐피거(Tommy Hilfiger), 오라 이토(Ora ito), 장 샤를르 드 카스텔바작(Jean Charles de Castelbajac)과 같은 유명 디자이너들과 파트너십을 체결하여 "스마일리"는 파리의 콜레트(Colette), 로스앤젤레스의 프레드시걸(Fred Segal), 뉴욕의 헨리 벤델(Henry Bendel), 뮌헨의 스티어블루트(Stierblut)[17]와 같은 유명 컨셉스토어에 모습을 드러내기 시작했다.
2011년 12월 런던에서 첫 스마일리 컨셉스토어가 문을 열었다.

## 재무 순위
스마일리社는 세계 100대 라이선싱 회사 중 하나이며 2012년 매출액은 미화 1억 6,700만 달러였다.